# Solnechnogorsk
Solnechnogórsk (del ruso: Солнечного́рск) es una localidad del óblast de Moscú, en Rusia, centro administrativo del raión homónimo. Está ubicada a orillas del lago Senezh, en el camino del ferrocarril Moscú-San Petersburgo, 65 km al noroeste de Moscú.

## Historia
Originalmente, en los que ahora es la ciudad, existieron los asentamientos de Gomzino y posteriormente  de Sólnechnaya Gorá («colina soleada»). El lugar recibió el estatus de ciudad y fue renombrado como Solnechnogórsk en 1938.

## Economía
Los principales ejes económicos de la ciudad son la industria de metales y vidrios, y el turismo. Cuenta con fábricas de construcción de metal, una fábrica de vidrio, un almacén de pesca deportiva, fincas vacacionales, centros deportivos, campos de verano infantiles y centros de esquí.

## Sitios de interés
No lejos de Solnechnogórsk se encuentra la finca de Shájmatovo que una vez perteneció al prominente poeta Aleksandr Blok; ahora es un museo dedicado a su memoria. Además, la localidad cuenta con un museo científico y es la base de las Fuerzas Espaciales de Rusia.

## Galería

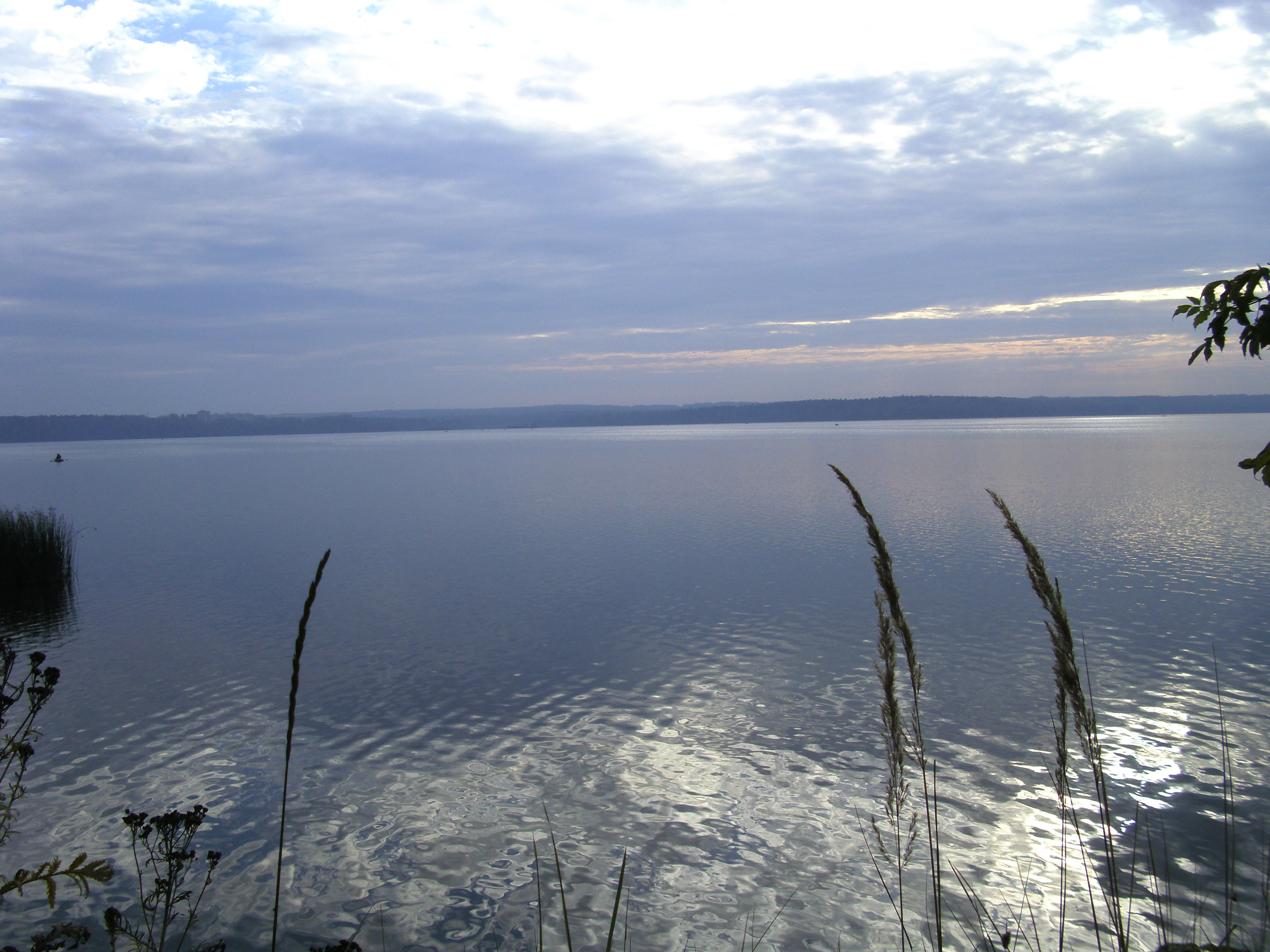
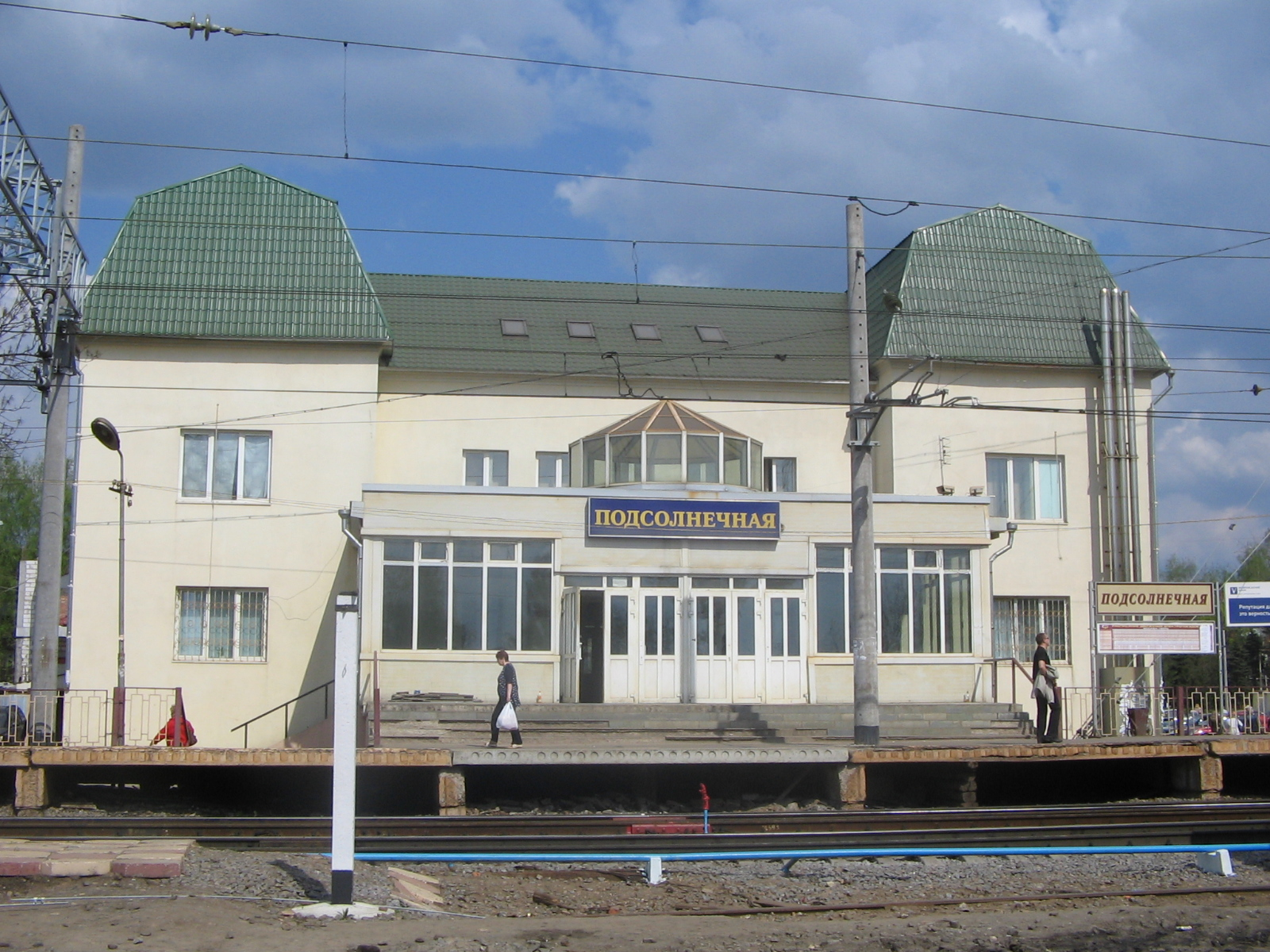

## Personajes de Solnechnogórsk
- Víktor Shalímov, jugador de hockey soviético.